# Аполон Мајков
Аполон Николајевич Мајков (рус. Аполло́н Никола́евич Ма́йков; Москва, 4. јун [по јулијанском 23. мај] 1821. –  Санкт Петербург, 20. март [по јулијанском 8. март] 1897.) био је руски песник, најпознатији по својим лирским стиховима који приказују слике руских села, природе и историје. Његова љубав према старој Грчкој и Риму, које је проучавао већи део свог живота, такође се огледа у његовим делима. Мајков је провео четири године преводећи на савремени руски еп Слово о Игоровом походу (1870). Преводио је народну књижевност Белорусије, Грчке, Србије и Шпаније, као и дела Хајнеа, Адама Мицкјевича и Гетеа, између осталих. Неколико Мајковљевих песама су за стварање својих композиција употребили Римски-Корсаков и Чајковски.
Мајков је рођен у уметничкој породици и школовао се код куће, наставник му је изнеђу осталог био Иван Гончаров. Са 15 година почео је да пише прве песме. Након што је завршио гимназију за само три године, уписао се на Универзитет у Санкт Петербургу 1837.
Песме је почео да објављује 1840. године, а прву збирку публиковао је 1842. године. Збирку је позитивно оценио утицајни критичар Висарион Белински. Након тога је путовао широм Европе, враћајући се у Санкт Петербург 1844. године, где је наставио да објављује поезију и разгранао се на књижевну критику и есејистику.
Неколико пута се у животу колебао између конзервативног и либералног опредељења. У либералним данима био је близак са Белинским, Николајем Некрасовим и Иваном Тургењевом, док је у конзервативним периодима био близак са Фјодором Достојевским. Живот је завршио као конзервативац. Мајков је умро у Санкт Петербургу 8. марта 1897.

## Биографија
Аполон Мајков је рођен у уметничкој породици. Његов отац, Николај Мајков, био је сликар, а у позним годинама постао је академик Царске академије уметности. Његова мајка, Јевгенија Петровна Мајкова (рођена Гусјатникова, 1803–1880), волела је књижевност и објавила је своју поезију. Дечаково детињство протекло је на породичном имању недалеко од Москве, у кући коју су често посећивали писци и уметници. Мајковљева рана сећања и утисци били су темељ за његову веома хваљену пејзажну лирику, обележену оним што биограф Игор Јампољски назива „дирљиво наивном љубављу према старим патријархалним путевима“.
Током 1834. породица се преселила у Санкт Петербург. Аполон и његов брат Валеријан школовали су се код куће. За њихво образовање је био одговоран очев пријатеља Владимир Солоницин, писац, филолог и преводилац. Иван Гончаров, тада непознати млади писац, предавао је руску књижевност браћи Мајков. Како се касније сећао, кућа је „била пуна живота и имала је много посетилаца, пружајући непрекидан проток информација из свих врста интелектуалних сфера, укључујући науку и уметност“. Са 15 година Аполон је почео да пише поезију. Са групом пријатеља (између осталих Владимир Бенедиктов, Иван Гончаров и Павел Свињин) браћа Мајков су уређивала два руком писана часописа, Подснежник (Снежник) и Месечеве ноћи, где се први пут појавила Аполонова рана поезија.
Мајков је завршио гимназију за само три године, а 1837. уписао се на Правни факултет Универзитета у Санкт Петербургу . Као студент научио је латински што му је омогућило да чита староримске ауторе у оригиналним текстовима. Касније је научио старогрчки, али је до тада морао да се задовољи француским преводима грчких класика. На универзитету је Мајков развио своју страствену љубав према старој Грчкој и Риму.
Прве песме Аполона Мајкова (с потписом „М.“) објављене су 1840. у Одеском алманаху, а 1841. у Biblioteka Dlya Chteniya и Otechestvennye Zapiski. Студирао је и сликарство, али је убрзо одлучио да се у потпуности посвети поезији. Одлучујући у овој одлуци био је Пјотр Плетњов, универзитетски професор који је, као ментор младом човеку, показао прве песме свог штићеника таквим књижевним великанима као што су Василиј Жуковски и Николај Гогољ. Мајков никада није постао сликар, али су лекције које је добио у великој мери утицале на његов уметнички поглед на свет и стил писања.
Пропутовао је Европом и пратио је предавања наСорбонии и Collège de France. На повратку је посетио Дрезден и Праг, где је упознао Вацлава Ханку и Павела Јозефа Шафарика. Његова дисертација била је а о историји права у источној Европи.
Године 1844. Мајков се вратио у Санкт Петербург да би се придружио библиотеци Румјанцевског музеја где је радио на позицији асистента. Активно се укључио у књижевни живот руске престонице, доприносећи часописима Отечественние записи, Фински вестник и Современник. Такође је објавиљивао критике и неколико есеја о књижевности и ликовној уметности. Рецензирао је дела уметника попут Ивана Ајвазовског, Фјодора Толстоја и Павла Федотова.
Године 1846. Петербуршка антологија је објавила његову песму „Машенка“, у којој је Мајков одбацио елегију и окренуо се приземнијем стилу писања. Белински је поново био импресиониран, поздрављајући долазак „новог талента, сасвим способног да представи стварни живот у правом светлу“. Крајем 1840-их Мајков је такође писао прозу, под утицајем Гогоља.
Крајем 1840-их Мајков је ушао у круг Белинског и спријатељио се са Николајем Некрасовим и Иваном Тургењевим. Заједно са братом Валеријаном почео је да посећује „Тајне петке“ Михаила Петрашевског, успоставивши контакте са Фјодором Достојевским и Алексејем Плешчејевим. Мајков је касније избегао хапшење (није имао значајну улогу у активностима групе), али је неколико година био под тајним полицијским надзором. У наредним годинама идеолошки никада није веровао у идеје социјализма, често је изражавао срамоту због своје умешаности у аферу Петрашевског. У писму МА Иазикову из 1854. он је признао: „У то време имао сам веома нејасне политичке идеје и био сам довољно глуп да се придружим групи у којој су сви владини поступци били критиковани и осуђени као погрешни, многи од [њених чланова] аплаудирали су сваком грешка, по логици 'што горе владају, брже ће пасти' 1850-их је Мајков, сада словенофил, почео да се залаже 'чврсту' монархију и јаке православне вредности Александар Никитенко је тврдио: „Само облик политичког система који је доказан тестом историје може се назвати одрживим Мајков је 1852. почео да ради у канцеларији Руског комитета за инострану цензуру, где је наставио да ради до краја живота, поставши његов председник 1882.
Године 1847. објављена је Мајкова друга збирка песама, Цртице Рима, која је настала као уметнички резултат његовог ранијег европског путовања.
У периоду 1848–1852 Мајков је мало писао, али је постао активан током Кримског рата. Док су социјалдемократе (који су доминирали руском књижевном сценом тог времена) сматрали да су политичке и друштвене реформе неопходне за Русију, Мајков је позивао на јачање државне власти.
После пораза Русије у рату, тон Мајковљеве поезије се променио. Сада je bio отворено критичан према цару Николају I, Мајков је признао да је погрешио када је исповедао веру у монарха.
Мајков је 1858. учествовао у експедицији у Грчку на корвети Бајан. Пре тога је прочитао бројне књиге о земљи и научио савремени грчки језик. Као резултат овог путовања изашле су две књиге. У овом периоду је евидентна симпатија аутора према грчком ослободилачком покрету.
Почетком 1860-их је популарност Мајкова у порасту: често је наступао у јавности, а његова дела објављивали су водећи руски часописи. Мајков се зближио са Аполоном Григоријевим, Николајем Страховом и Фјодором Достојевским; његово пријатељство са овим последњим показало се посебно чврстим и трајним.
Током 1860-их и 1870-их Мајков је углавном доприносио Руском вестнику. Један од водећих заговорника руског панславизма, он је своју земљу видео као испуњавање своје мисије у уједињењу Словена, али пре свега у ослобађању балканских народа од турске окупације.
За разлику од свог сарадника Афанасија Фета, Мајков је увек осећао потребу за одржавањем „духовних веза“ са обичним људима и, према речима биографа Јампољског, следио је „народну традицију коју су поставили Пушкин, Љермонтов, Крилов и Колцов“. Ипак, био је скептичан према доктрини народности коју су формулисали Доброљубов и Чернишевски, који су активно промовисање демократског покрета видели као мисију руске књижевности.
Мајков је своје „нихилистичке“ ликове третирао пре као жртве посткримске ратне друштвене депресије, а не као зликовце.
Тражећи инспирацију и моралну врлину у руском фолклору, који је назвао „ризницом руске душе“, Мајков је покушао да оживи архаичну руску језичку традицију. У позним годинама направио је бројне слободне преводе и стилизоване преводе белоруских и српских народних песама. Развио је снажно интересовање и за несловенски фолклор, о чему говоре епске песме Балдур (1870) и Брингилда (1888) засноване на скандинавском епосу.
Крајем 1860-их, Мајкова је заинтригирала Слово о Игоровом походу, коју је његов син у то време учио у гимназији. Збуњен недореченошћу и повременом неусаглашеношћу свих доступних превода, он је своје сумње поделио са професором Измаилом Срезњевским, који је одговорио: „На вама је да решите ове ствари. Мајков је касније описао четири године рада на новом преводу који је уследио као свој „други универзитет“. Његов главни циљ је био да дође до непобитног доказа аутентичности старог текста, у шта су многи аутори, међу њима и Иван Гончаров, изражавали сумњу. Игноришући савет Достојевског да се користе риме како би текст звучао модерније, Мајков је дао први икада научно поткрепљен превод документа, снабдевен опсежним коментарима. Први пут објављен у издању часописа Зарја из јануара 1870. године, и даље се сматра једним од најбољих достигнућа у његовој каријери.
За Мајкова, који је своје историјске песме и драме схватао озбиљно, аутентичност је била главни циљ. У својој староверској драми Луталица (1867). У својим историјским делима Мајков је често имао на уму савремена руска питања.
Писао је дела постављене у рани хришћански период као и доба античког Рима.
Док је у својим ранијим годинама Мајков био веома заинтригиран антиком, касније у животу постао је више заинтересован за хришћанство и хришћански став против тлачитеља. Док су неки савременици хвалили Мајкова због његове објективности и научног става, православни хришћански критичари су га сматрали „превише паганским“. Каснији историчари књижевности благонаклоно су гледали на Мајковљеве историјске драме, придајући аутору заслуге за неутралност и проницљивост. За дело Два света Мајков је добио Пушкинску награду Руске академије наука 1882.
У поезији Мајкова 1880-их доминирале су религиозне и националистичке теме и идеје. Према И. Јампољском, само неколико његових каснијих песама („Емшан“, „Пролеће“, 1881) имало је „неоспоран уметнички квалитет“. У позним годинама песник није написао готово ништа ново, бавио се углавном уређивањем својих ранијих дела и припремао их је за компилације и антологије. „Мајков је живео тихим, блиставим животом уметника, очигледно не припадајући нашем времену... његов пут је био гладак и пун светлости. Без свађа, без страсти, без прогона“, писао је Дмитриј Мережковски 1908. Иако је ово уопштавање било далеко од истине, према биографу Ф. Пријми, оно је свакако изражавало перцепцију јавности о њему.
Аполон Мајков је умро у Санкт Петербургу 8. марта 1897.
„Његово наслеђе ће увек звучати као моћан, хармоничан и веома компликован завршни акорд пушкинског периода руске поезије“, написао је Арсениј Голенишчев-Кутузов у читуљи Министарства просвете.

## Наслеђе
Његов иницијални успон до славе, према совјетском научнику Фјодору Пријми, имао је много везе са прераном смрћу Пушкина и Љермонтова и осећањем пустоши који су делили многи руски интелектуалци тог времена. Висарион Белински, који је открио овај нови таленат, веровао је да је на Мајкову да попуни овај вакуум.
Мајкова дебитантска збирка учинила га је једним од водећих руских песника. Током 1840-их „његови лексички и ритмички обрасци постали су разноврснији, али је стил остао исти, и даље се ослањајући на основе класичне елегије“.
После смрти Белинског, Мајков је почео да се колеба између табора западњака и словенофила, па су критичари, сходно томе, почели да третирају његово дело на основу сопствених политичких погледа у односу на песникову промену идеолошког става. Николај Некрасов је похвалио (и објавио) песме под утицајем Мајкова „природне школе“ из 1840-их. Његова каснија дела, у којима је изражавао конзервативне, монархистичке и анти-нихилистичке ставове, подржавао је Достојевски, који је у више наврата прогласио Мајкова највећим руским песником.
Филозоф и критичар Владимир Соловјов је тврдио да су Мајковљеве доминантне карактеристике „спокојан, замишљени тон, разрађени узорци, посебан и индивидуалан стил (у облику, иако не у бојама) са релативно слабом лирском страном..." Мајковљева најбоља дела била су, сматра критичар, „снажна и изражајна, чак и ако не и изузетно звучна”.
Модернистички критичар Јулиј Ајхенвалд, анализирајући клише формулу која је „Мајкова, Полонског и Фета“ повезивала у чврсту групу аутора сличног мишљења, тврди да се Мајков „у мањој мери него друга двојица ослободио навике копирања класика“ и „у својим ранијим делима био је неоригинан, стварајући стихове који су сијали рефлектованом светлошћу“. Чак ни његова страствена љубав према класицима није могла помоћи аутору да се „потпуно потопи у пагански елемент“, сматра критичар.
Све Мајковљеве јаче стваралачке стране, по критичару, односе се на то што је научио да слика, а уметност је, на неки начин, проширио и на своју поезију.
Аненски је похвалио Мајковљев дар за стварање необичних комбинација боја, који је „потпуно одсутан у Пушкиновом стиху, донекле познат Љермонтову, 'песнику планина и облака'...и најбоље представљен француским песницима Бодлером и Верленом. „Оно што упада у очи јесте изузетна снага Мајкове поезије, свежина и чврстина ауторског талента: Олимпијци и антички јунаци са којима се спријатељио током детињства… мора да су са њим поделили своју вечну младост“, написао је критичар Аненски.
Д. С. Мирски је Мајкова назвао „најрепрезентативнијим песником тог доба“.
До средине 1850-их Мајков је стекао репутацију типичног заговорника доктрине „чисте поезије“, иако је његов положај био посебан. Ипак, према Пријми, „Мајков је био лишен снобизма и никада себе није видео на некој узвишенијој позицији чак ни када је помињао „гомиле“.
У годинама Мајковљевог књижевног дебија, према Пријми, „руска поезија је тек била у повоју... па је и као просветитељ Мајков својим енциклопедијским познавањем историје и начином приступа свакој новој теми као пољу научног истраживања играо улогу без премца у руској књижевности тог времена“. „Његови спектакуларни продори у „антологијски” жанр, као и његови преводи класика, формирали су неку врсту „античке Голфске струје”. Најбоље Мајковљеве песме као и његови преводи словенских и западних песника и његово песничко превођење Слова о полку Игореве, према Прими чине класике руске поезије.

## Одабрана дела

### Збирке поезије
- Poems by A.N.Maykov (1842)
- Sketches of Rome (Otcherki Rima, 1847)
- 1854. Poems (Stikhotvoreniya, 1854)
- The Naples Album (Neapolsky albom, 1858)
- Songs of Modern Greece (Pesni novoy Gretsii, 1860)

### Драме
- Three Deaths (Tri smerti, 1857)
- Two Worlds (Dva mira,  1882)

### Одабране песме
- Two Fates (Dve sudby, 1845)
- Mashenka (1946)
- Dreams (Sny, 1858)
- The Wanderer (Strannik, 1867)
- Princess*** (Knyazhna, 1878)
- Bringilda (1888)